# Fiyi en la Copa Mundial de Rugby de 1999
La Selección de rugby de Fiyi fue uno de los 20 participantes de la Copa Mundial de Rugby de 1999 que se realizó en Gales.
Fue la tercera participación de los Flying Fijians en la Copa Mundial de Rugby.

## Plantel
| Nombre               | Posición       | Club                      |
| -------------------- | -------------- | ------------------------- |
| Greg Smith (c.)      | hooker         | Waikato                   |
| Isaia Rasila         | hooker         | Nadroga                   |
| Daniel Rouse         | pilar          | Nadi                      |
| Epeli Naituivau      | pilar          | Suva                      |
| Joeli Veitayaki      | pilar          | North Harbour             |
| Niko Qoro            | pilar          | Lautoka                   |
| Emori Katalau        | segunda línea  | Dunvant                   |
| Simon Raiwalui       | segunda línea  | Newport RFC               |
| Apenisa Naevo        | segunda línea  | Counties Manukau Steelers |
| Ifereimi Tawake      | segunda línea  | Nadroga                   |
| Setareki Tawake      | ala            | Brisbane Easts            |
| Ilivasi Tabua        | ala            | World Fighting Bull       |
| Alfie Mocelutu       | ala            | Honda Heat                |
| Koli Sewabu          | ala            | Naitasiri                 |
| Alifereti Doviverata | número 8       | Suva                      |
| Inoke Male           | número 8       | Suva                      |
| Jacob Rauluni        | medio scrum    | Queensland Reds           |
| Mosese Rauluni       | medio scrum    | Brisbane                  |
| Nicky Little         | medio apertura | North Harbour             |
| Waisale Serevi       | medio apertura | Stade Montois             |
| Lawrence Little      | centro         | North Harbour             |
| Tabai Matson         | centro         | CA Brive                  |
| Meli Nakauta         | centro         | Manly RUFC                |
| Viliame Satala       | centro         | Lautoka                   |
| Waisake Sotutu       | centro         | Yamaha Júbilo             |
| Fero Lasagavibau     | wing           | Nadroga                   |
| Marika Vunibaka      | wing           | Lomaiviti                 |
| Manasa Bari          | wing           | Tavua                     |
| Imanueli Tiko        | wing           | Lautoka                   |
| Alfred Uluinayau     | zaguero        | Suntory Sungoliath        |

## Participación

### Grupo C
| Equipo  | Gan. | Emp. | Per. | A favor | En contra | Puntos |
| ------- | ---- | ---- | ---- | ------- | --------- | ------ |
| Francia | 3    | 0    | 0    | 108     | 52        | 6      |
| Fiyi    | 2    | 0    | 1    | 124     | 68        | 4      |
| Canadá  | 1    | 0    | 2    | 114     | 82        | 2      |
| Namibia | 0    | 0    | 3    | 42      | 186       | 0      |
| 1 de octubre | Fiyi | 67 - 18 | Namibia | Stade de la Méditerranée, Béziers |  |

| 9 de octubre | Fiyi | 38 - 22 | Canadá | Parc Lescure, Bordeaux |  |

| 16 de octubre | Francia | 28 - 19 | Fiyi | Stade de Toulouse, Toulouse |  |

### Play-offs (octavos de final)
| 20 de octubre | Inglaterra | 45 - 24 | Fiyi | Twickenham Stadium, Londres |  |